# Новіни (Келецький повіт)
Новіни (пол. Nowiny) — село в Польщі, у гміні Сіткувка-Новіни Келецького повіту Свентокшиського воєводства.
Населення — 2340 осіб (2011).
У 1975-1998 роках село належало до Келецького воєводства.

## Демографія
Демографічна структура на день 31 березня 2011 року:
|          | Загалом | Допрацездатний вік | Працездатний вік | Постпрацездатний вік |
| -------- | ------- | ------------------ | ---------------- | -------------------- |
| Чоловіки | 1108    | 217                | 757              | 134                  |
| Жінки    | 1232    | 221                | 709              | 302                  |
| Разом    | 2340    | 438                | 1466             | 436                  |